# Mun In-guk
Dans ce nom coréen, le nom de famille, Mun, précède le nom personnel.
Mun In-guk (coréen : 문인국), né le 29 septembre 1978, est un footballeur international nord-coréen. Il évolue actuellement au April 25 SG dans le championnat national nord-coréen au poste de milieu de terrain.

## Carrière internationale
Il fait partie des 23 joueurs nord-coréens sélectionnés pour participer à la coupe du monde 2010.

### Buts internationaux
| # | Date             | Lieu                     | Adversaire          | Score | Compétition                             |
| - | ---------------- | ------------------------ | ------------------- | ----- | --------------------------------------- |
| 1 | 24 juin 2007     | Macao, Chine             | Hong Kong           | 1-0   | Coupe de l'Asie de l'Est 2008           |
| 2 | 11 février 2009  | Pyongyang, Corée du Nord | Arabie saoudite     | 2-2   | Éliminatoires de la coupe du monde 2010 |
| 3 | 28 mars 2009     | Pyongyang, Corée du Nord | Émirats arabes unis | 2-0   | Éliminatoires de la coupe du monde 2010 |
| 4 | 23 août 2009     | Kaohsiung, Taiwan        | Guam                | 9-2   | Coupe d'Asie de l'Est de football 2010  |
| 5 | 21 novembre 2009 | Lusaka, Zambie           | Zambie              | 1-4   | Match amical                            |
| 6 | 6 mars 2010      | Maracaibo, Venezuela     | Venezuela           | 2-1   | Match amical                            |